# Jack Ma
Jack Ma, Mǎ Yún (chiń. upr. 马云; chiń. trad. 馬雲; pinyin Mǎ Yún; ur. 10 września 1964 w Hangzhou) – chiński biznesmen oraz filantrop. Założyciel oraz prezes wykonawczy Alibaba Group, konsorcjum zrzeszającego wiele chińskich firm internetowych. Był pierwszym przedsiębiorcą z Chińskiej Republiki Ludowej, który pojawił się na okładce magazynu Forbes.
Przez pewien czas pracował jako nauczyciel języka angielskiego w Hangzhou.
W 2019 ustąpił ze stanowiska prezesa Alibaba Group.